# Audioteca Sal e Luz
A Audioteca Sal e Luz é uma audioteca localizada no Centro do Rio de Janeiro. Com acervo aproximado de 3.000 títulos. O trabalho de conversão de texto para áudio é feito geralmente por voluntários em cabines especiais. Atende principalmente usuários cegos ou com deficiência visual e empresta seus audiolivros para o Brasil inteiro. A audioteca é uma instituição filantrópica e sem fins lucrativos. O início da audioteca foi em 1986.